# Trivium (formație)
Trivium este o formație heavy metal americană  din Orlando, Florida, formată în anul 1999. După semnarea cu Roadrunner Records în anul 2004, trupa a lansat 6 albume de studio și 18 single-uri. Cel mai recent album al lor, Vengeance Falls, a fost lansat pe 9 octombrie 2013. Formația a vândut peste un milion de albume în toată lumea.

## Membrii formației
Membri actuali
- Matt Heafy – vocal, chitară ritmică (2000 – prezent)
- Corey Beaulieu – chitară, sprijin vocal (2003 – prezent)
- Paolo Gregoletto – chitară bas, sprijin vocal (2004 – prezent)
- Alex Bent - tobe (2017 - prezent)

Foști membri
- Travis Smith – baterie (2000–2009)
- Brent Young – chitară (2000 - 2001), chitară bas și sprijin vocal (2001–2004)
- Brad Lewter – vocal (2000)

## Discografie
- Ember to Inferno (2003)
- Ascendancy (2005)
- The Crusade (2006)
- Shogun (2008)
- In Waves (2011)
- Vengeance Falls (2013)
- Silence In The Snow (2015)
- The Sin and The Sentence (2017)
- What the Dead Men Say (2020)